# جامعة بلفور ومونبليار للتقانة
جامعة بلفور ومونبليار للتقانة (بالفرنسية: Université de technologie de Belfort-Montbéliard)‏، تُختصر إلى UTBM، هي جامعةٌ تقع في بلفور وسافنان [الإنجليزية] ومونبليار في فرنسا. تُعد هذه الجامعة جزءًا من شبكةٍ ثلاثيةٍ من جامعات التقانة. وهي مستوحاةٌ من جامعة بنسيلفانيا الأمريكية في فيلادلفيا.

## خريجين مميزين
من الخريجين المميزين في الجامعة:
- يوكيا أمانو[6]
- كلود لوريوس[7]
- جان بابتيست والدنر

- ميشيل بكني[8]